# Киунга, Папуа Нова Гвинея
Киунга е пристанищен град на река Флай в западната провинция на Папуа Нова Гвинея. Населението му е 8265 души (2000).